# Доња Мутница
Доња Мутница је насеље у општини Параћин, у Поморавском округу, у Србији. Према попису из 2022. било је 731 становника.
Овде се налазе Запис Миловановића орах (Доња Мутница), Запис два ораха (Доња Мутница) и Запис орах у центру (Доња Мутница). Родно је место Бранка Крсмановића, овде постоји Кућа Крсмановића у Доњој Мутници.

## Демографија
У насељу Доња Мутница живи 869 пунолетних становника, а просечна старост становништва износи 44,5 година (44,6 код мушкараца и 44,5 код жена). У насељу има 337 домаћинстава, а просечан број чланова по домаћинству је 3,12.
Ово насеље је великим делом насељено Србима (према попису из 2002. године), а у последња три пописа, примећен је пад у броју становника.
|  |

| Демографија | Демографија | Демографија |
| Година      | Становника  | Становника  |
| ----------- | ----------- | ----------- |
| 1948.       | 1.745       |             |
| 1953.       | 1.783       |             |
| 1961.       | 1.758       |             |
| 1971.       | 1.629       |             |
| 1981.       | 1.503       |             |
| 1991.       | 1.373       | 1.253       |
| 2002.       | 1.051       | 1.182       |

| Етнички састав према попису из 2002.‍ | Етнички састав према попису из 2002.‍ | Етнички састав према попису из 2002.‍ | Етнички састав према попису из 2002.‍ | Етнички састав према попису из 2002.‍ |
| ------------------------------------ | ------------------------------------ | ------------------------------------ | ------------------------------------ | ------------------------------------ |
|                                      |                                      |                                      |                                      |                                      |
| Срби                                 | Срби                                 |                                      | 1.024                                | 97,43%                               |
| Црногорци                            | Црногорци                            |                                      | 3                                    | 0,28%                                |
| Роми                                 | Роми                                 |                                      | 3                                    | 0,28%                                |
| Македонци                            | Македонци                            |                                      | 2                                    | 0,19%                                |
| непознато                            | непознато                            |                                      | 18                                   | 1,71%                                |

| Година пописа     | 1948. | 1953. | 1961. | 1971. | 1981. | 1991. | 2002. |
| ----------------- | ----- | ----- | ----- | ----- | ----- | ----- | ----- |
| Број домаћинстава | 382   | 382   | 389   | 385   | 374   | 359   | 337   |

| Број чланова      | 1  | 2  | 3  | 4  | 5  | 6  | 7 | 8 | 9 | 10 и више | Просек |
| ----------------- | -- | -- | -- | -- | -- | -- | - | - | - | --------- | ------ |
| Број домаћинстава | 67 | 93 | 42 | 59 | 30 | 37 | 8 | 1 | 0 | 0         | 3,12   |

| Пол    | Укупно | Неожењен/Неудата | Ожењен/Удата | Удовац/Удовица | Разведен/Разведена | Непознато |
| ------ | ------ | ---------------- | ------------ | -------------- | ------------------ | --------- |
| Мушки  | 431    | 76               | 295          | 47             | 7                  | 6         |
| Женски | 482    | 71               | 295          | 84             | 18                 | 14        |
| УКУПНО | 913    | 147              | 590          | 131            | 25                 | 20        |

| Пол    | Укупно                    | Пољопривреда, лов и шумарство | Рибарство                            | Вађење руде и камена | Прерађивачка индустрија       |
| ------ | ------------------------- | ----------------------------- | ------------------------------------ | -------------------- | ----------------------------- |
| Мушки  | 223                       | 35                            | 0                                    | 1                    | 106                           |
| Женски | 128                       | 32                            | 0                                    | 0                    | 30                            |
| УКУПНО | 351                       | 67                            | 0                                    | 1                    | 136                           |
| Пол    | Производња и снабдевање   | Грађевинарство                | Трговина                             | Хотели и ресторани   | Саобраћај, складиштење и везе |
| Мушки  | 0                         | 5                             | 25                                   | 5                    | 14                            |
| Женски | 0                         | 0                             | 27                                   | 4                    | 1                             |
| УКУПНО | 0                         | 5                             | 52                                   | 9                    | 15                            |
| Пол    | Финансијско посредовање   | Некретнине                    | Државна управа и одбрана             | Образовање           | Здравствени и социјални рад   |
| Мушки  | 0                         | 6                             | 1                                    | 7                    | 3                             |
| Женски | 1                         | 4                             | 2                                    | 7                    | 15                            |
| УКУПНО | 1                         | 10                            | 3                                    | 14                   | 18                            |
| Пол    | Остале услужне активности | Приватна домаћинства          | Екстериторијалне организације и тела | Непознато            | Непознато                     |
| Мушки  | 2                         | 0                             | 0                                    | 13                   | 13                            |
| Женски | 3                         | 0                             | 0                                    | 2                    | 2                             |
| УКУПНО | 5                         | 0                             | 0                                    | 15                   | 15                            |